# Aviculopectinoidea
Aviculopectinoidea zijn een uitgestorven superfamilie van tweekleppigen uit de orde Pectinida.

## Taxonomie
De volgende families zijn bij de superfamilie ingedeeld:
- † Aviculopectinidae Meek & Hayden, 1865
- † Deltopectinidae Dickins, 1957
- † Limatulinidae Waterhouse, 2001